# Chaetophiloscia frontalis
Chaetophiloscia frontalis is een pissebed uit de familie Philosciidae. De wetenschappelijke naam van de soort is voor het eerst geldig gepubliceerd in 1967 door Lemos de Castro.